# Języki algijskie
Języki algijskie (= zespół algijski) – wielka rodzina języków rdzennej ludności Ameryki Północnej. Językami algijskimi posługiwano się głównie na wschodzie Ameryki Północnej (od Labradoru do Quebecu) i dalej na południe, do Karoliny Północnej, a także w okolicy Wielkich Jezior, w kanadyjskiej prowincji Alberta i amerykańskich stanach: Montana, Wyoming i Kolorado. Języki algijskie budują słowa z wielu elementów składowych, które samodzielnie nie są używane, a pojedyncze słowo może mieć znaczenie całego zdania. Ważną rolę odgrywają przyrostki i przedrostki, istnieją przypadki i formy fleksyjne. W nowszych publikacjach Siergiej Nikołajew dowodzi pokrewieństwa pomiędzy językiem niwchijskim a językami algijskimi, a w mniejszym stopniu tych obu z językami wakaskimi z wybrzeża Kolumbii Brytyjskiej.

## Klasyfikacja genetyczna
Fyla makroalgonkiańska (języki makroalgonkian) (w tym języki muskogejskie, język natchez†, język atakapa†, język czitimeski, język tunica†, język tonkawa)
Języki algonkian-wakasz (razem z językami wakaskimi)
Języki algijskie (algonkian-ritwan)
| Grupy i języki                                                                   | Liczba mówiących | Kraje                                   |
| -------------------------------------------------------------------------------- | ---------------- | --------------------------------------- |
| Języki algonkiańskie                                                             |                  |                                         |
| Języki zachodnioalgonkiańskie (równinne, algonkiańskie Wielkich Równin)          |                  |                                         |
| siksika (język Czarnych Stóp)                                                    | 4915             | Kanada, Stany Zjednoczone (100)         |
| Języki szejeńskie                                                                |                  |                                         |
| szejeński                                                                        | 1900             | Stany Zjednoczone                       |
| sutaio                                                                           | †                | Stany Zjednoczone                       |
| Języki arapahońskie (arapaho)                                                    |                  |                                         |
| arapahoński (arapaho, inuna-ina)                                                 | 1087             | Stany Zjednoczone                       |
| atsina (język Wielkobrzuchych, gros ventre, ahahnelin, ahe, ananin)              | † (45?)          | Stany Zjednoczone                       |
| besawunena                                                                       | †                | Stany Zjednoczone                       |
| nawathinehena                                                                    | †                | Stany Zjednoczone                       |
| ha'anahawunena                                                                   | †                | Stany Zjednoczone                       |
| Języki środkowoalgonkiańskie (centralne, wschodnioalgonkiańskie Wielkich Jezior) |                  |                                         |
| menomiński (menomini)                                                            | 35               | Stany Zjednoczone                       |
| szauniski (shawnee)                                                              | 260              | Stany Zjednoczone (Oklahoma)            |
| miami (miami-illinois)                                                           | † (2?)           | Stany Zjednoczone                       |
| Języki kri-montanieskie (cree-montagnais-naskapi)                                |                  |                                         |
| naskapi                                                                          | 1230             | Kanada                                  |
| innu (montanieski, innu-aimun)                                                   | 10 075           | Kanada                                  |
| atikamecki (atikamek)                                                            | 6165             | Kanada                                  |
| Języki kri (cree)                                                                |                  |                                         |
| Makrojęzyk kri                                                                   |                  |                                         |
| kri równinny (zachodni)                                                          | 34 000           | Kanada                                  |
| kri leśny                                                                        | 75               | Kanada                                  |
| kri bagienny                                                                     | 1805             | Kanada                                  |
| kri mooseński (zachodniobrzeżny)                                                 | 3000             | Kanada                                  |
| Języki kri wschodnie (Zatoki Jamesa)                                             |                  |                                         |
| kri północno-wschodni                                                            | 5300             | Kanada                                  |
| kri południowo-wschodni                                                          | 7300             | Kanada                                  |
| Języki fox (języki Lisów)                                                        |                  |                                         |
| meskwaki, w tym dialekt sauk                                                     | 760              | Stany Zjednoczone                       |
| kikapu (kickapoo)                                                                | 1263             | Stany Zjednoczone (840), Meksyk (423)   |
| Języki odżibwa-potawatomi                                                        |                  |                                         |
| potawatomi                                                                       | † (50?)          | Stany Zjednoczone, Kanada               |
| Języki odżibwa                                                                   |                  |                                         |
| ottawski (ottawa, odawa)                                                         | 10 095           | Stany Zjednoczone (9735), Kanada (360)  |
| Języki sewerniańsko-algonkiańskie (severn-algonkian)                             |                  |                                         |
| algonkiński                                                                      | 3330             | Kanada (Quebec, Ontario)                |
| odżi-kri (odżibwa nadsewerniański, odżibwa północny)                             | 13 630           | Kanada                                  |
| Języki odżibwa jądrowe (nuklearne odżibwa)                                       |                  |                                         |
| Języki odżibwa środkowo-wschodnio-południowozachodnie                            |                  |                                         |
| chippewa (odżibwa południowozachodni)                                            | 6986             | Stany Zjednoczone                       |
| odżibwa środkowy (odżibwa centralny)                                             | 8000             | Kanada                                  |
| odżibwa wschodni                                                                 | 25 900           | Kanada                                  |
| Języki odżibwa północnozachodnie i saulteaux                                     |                  |                                         |
| odżibwa północnozachodni (północny)                                              | 20 000           | Kanada                                  |
| odżibwa zachodni (saulteaux, równinny)                                           | 10 000           | Kanada                                  |
| Języki wschodnioalgonkiańskie                                                    |                  |                                         |
| etchemin                                                                         | †                | Stany Zjednoczone                       |
| mikmak                                                                           | 10 850           | Kanada (8750), Stany Zjednoczone (2100) |
| powatański (powhaten)                                                            | †                | Stany Zjednoczone                       |
| Makrojęzyk karolińskoalgonkiański                                                |                  |                                         |
| kroatański (lumbi)                                                               | †                | Stany Zjednoczone                       |
| pamlicki (pamlico)                                                               | †                | Stany Zjednoczone                       |
| Języki algonkiańskie południowej Nowej Anglii (języki Wilków, loup)              |                  |                                         |
| loup A                                                                           | †                | Stany Zjednoczone                       |
| loup B                                                                           | †                | Stany Zjednoczone                       |
| mohegańsko-pekocki                                                               | †                | Stany Zjednoczone                       |
| narragansett                                                                     | †                | Stany Zjednoczone                       |
| wampano                                                                          | †                | Stany Zjednoczone                       |
| massachusett (wampanoag)                                                         | †                | Stany Zjednoczone (Massachusetts)       |
| Języki nantikocko-konojskie                                                      |                  |                                         |
| nantikocki (nanticoke)                                                           | †                | Stany Zjednoczone                       |
| piskatawajski (konojski)                                                         | †                | Stany Zjednoczone                       |
| Języki delawarskie                                                               |                  |                                         |
| mohikański                                                                       | †                | Stany Zjednoczone                       |
| Makrojęzyk delawarski (delaware, lenape)                                         |                  |                                         |
| munsi (munsee)                                                                   | 2                | Kanada, †Stany Zjednoczone              |
| unami                                                                            | †                | Stany Zjednoczone                       |
| Języki abenackie                                                                 |                  |                                         |
| malecite-passamaquoddy                                                           | 455              | Kanada (355), Stany Zjednoczone (100)   |
| Makrojęzyk abenacki (abenaki, abnaki)                                            |                  |                                         |
| wschodnioabenacki (abenaki wschodni, penobscot)                                  | †                | Stany Zjednoczone                       |
| zachodnioabenacki (abenaki zachodni)                                             | 14               | Kanada                                  |
| Języki ritwańskie                                                                |                  |                                         |
| wiyot                                                                            | † (10?)          | Stany Zjednoczone (Kalifornia)          |
| yurok                                                                            | † (35?)          | Stany Zjednoczone (Kalifornia)          |